# Lineární písmo B

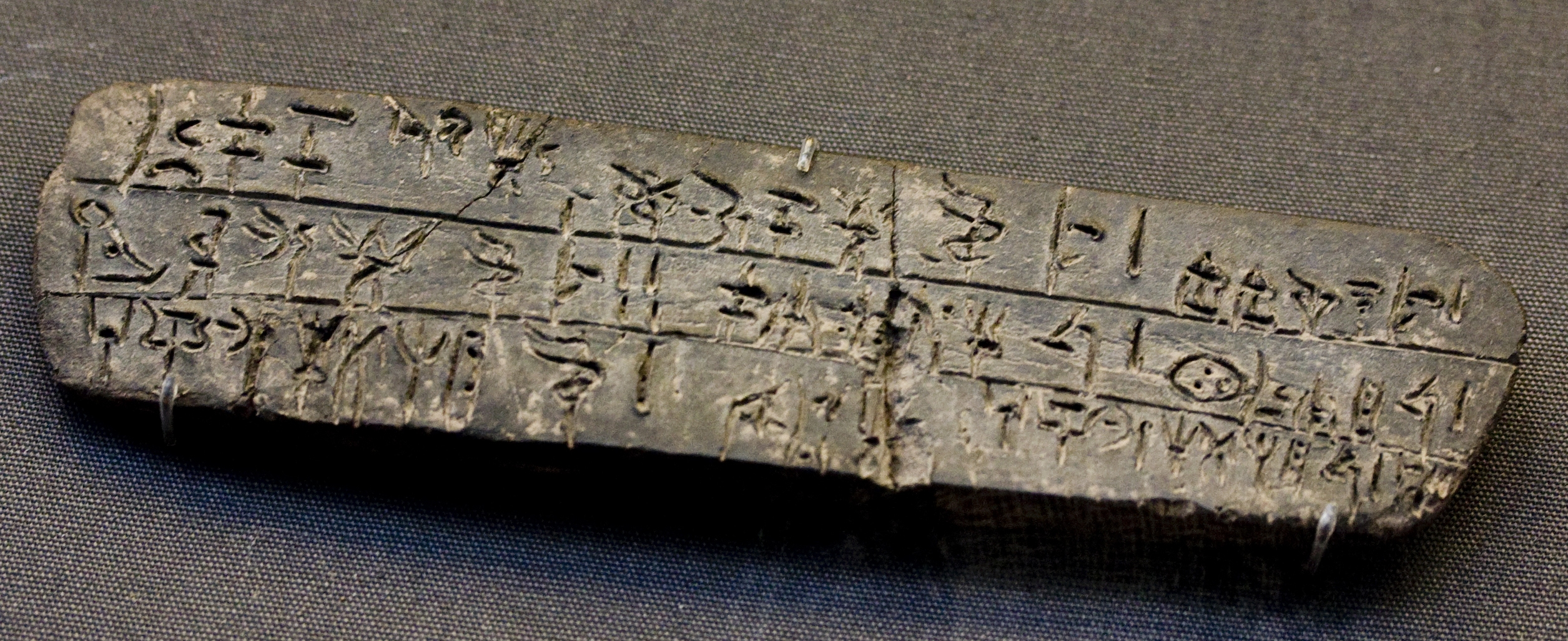
Hliněná destička s lineárním písmem B

Lineární písmo B je písmo užívané ve 14.–12. století př. n. l. pro psaní v pozdní mykénské civilizaci v rané formě řečtiny. Většina tabulek napsaných v lineárním písmu B byla nalezena v Knóssu, Kydonii, Pylu, Thébách a Mykénách. Časově předcházelo řecké alfabetě o několik století, vymizelo s pádem mykénské civilizace a bylo zcela zapomenuto. Není znám žádný důkaz, že by obyvatelé Řecka v období od pádu mykénské kultury až do vzniku alfabety užívali nějakého písma.

## Vztah k dalším egejským písmům
Lineární písmo B bylo jedno z pěti písem, které v egejské oblasti existovaly před rozšířením řecké abecedy. Nejstarší bylo Krétské hieroglyfické písmo, ze kterého vyšlo lineární písmo A, u kterého se pak vývojová linie rozdvojuje. V západní větvi dochází k přechodu k lineárnímu písmu B, které je doloženo na Krétě i v pevninském Řecku, na Kypru se pak rozvíjí písmo kypersko-mínojské a později kyperské. Stranou celé této vývojové linie stojí disk z paláce ve Faistu, popsaný po obou stranách zvláštním písmem, které nemá nikde jinde obdobu. Lineární písmo B vychází z lineárního písma A, ale je částečně přizpůsobené pro zápis řečtiny.

## Rozluštění písma
Základ písma rozluštil jazykově nadaný architekt se zájmem o egejskou kulturu Michael Ventris v letech 1950–1952. Ventris vytvořil slabičnou mřížku a zjistil, že se jedná o fonetické slabičné písmo. Když v roce 1952 rozluštil první znaky písma, překvapeně zjistil, že se jedná o formu starořečtiny, čímž dokázal Waceovu teorii mykénské expanze na Krétu. Na dalším luštění písma spolupracoval s mladým filologem Johnem Chadwickem v letech 1952–1955. Jejich závěry dešifrování lineárního písma B byly nezávisle potvrzeny americkým archeologem Blegenem na základě výkladu hliněné tabulky nalezené v Pylu, došlo k vytvoření kompletního čtecího klíče pro toto písmo. V Česku byl významným odborníkem a znalcem lineárního písma B profesor Antonín Bartoněk působící na Filozofické fakultě Masarykovy univerzity v Brně.

## Charakteristika
Lineární písmo B se skládá z 87 znaků pro slabiky a mnoha sémantických znaků. Tyto sémantické (významové) znaky (logogramy) zastupují objekty nebo zboží, ale neměly fonetickou podobu a nikdy nebyly užívány jako slova ve větách. Řečtina lineárního písma B je velmi zvláštní, Ventris pro ni užil označení mykénština, protože ač je nepochybně řeckým dialektem, je velmi podobná arkádo-kyperským dialektům, s prvky, které se objevují v pozdějších Homérových dílech.
| Rozpoznané znaky typu V, CV | Rozpoznané znaky typu V, CV | Rozpoznané znaky typu V, CV | Rozpoznané znaky typu V, CV | Rozpoznané znaky typu V, CV | Rozpoznané znaky typu V, CV | Rozpoznané znaky typu V, CV | Rozpoznané znaky typu V, CV | Rozpoznané znaky typu V, CV | Rozpoznané znaky typu V, CV | Rozpoznané znaky typu V, CV |
|                             | -a                          | -a                          | -e                          | -e                          | -i                          | -i                          | -o                          | -o                          | -u                          | -u                          |
| --------------------------- | --------------------------- | --------------------------- | --------------------------- | --------------------------- | --------------------------- | --------------------------- | --------------------------- | --------------------------- | --------------------------- | --------------------------- |
|                             | 𐀀                           | a *08                       | 𐀁                           | e *38                       | 𐀂                           | i *28                       | 𐀃                           | o *61                       | 𐀄                           | u *10                       |
| d-                          | 𐀅                           | da *01                      | 𐀆                           | de *45                      | 𐀇                           | di *07                      | 𐀈                           | do *14                      | 𐀉                           | du *51                      |
| j-                          | 𐀊                           | ja *57                      | 𐀋                           | je *46                      |                             |                             | 𐀍                           | jo *36                      |                             |                             |
| k-                          | 𐀏                           | ka *77                      | 𐀐                           | ke *44                      | 𐀑                           | ki *67                      | 𐀒                           | ko *70                      | 𐀓                           | ku *81                      |
| m-                          | 𐀔                           | ma *80                      | 𐀕                           | me *13                      | 𐀖                           | mi *73                      | 𐀗                           | mo *15                      | 𐀘                           | mu *23                      |
| n-                          | 𐀙                           | na *06                      | 𐀚                           | ne *24                      | 𐀛                           | ni *30                      | 𐀜                           | no *52                      | 𐀝                           | nu *55                      |
| p-                          | 𐀞                           | pa *03                      | 𐀟                           | pe *72                      | 𐀠                           | pi *39                      | 𐀡                           | po *11                      | 𐀢                           | pu *50                      |
| q-                          | 𐀣                           | qa *16                      | 𐀤                           | qe *78                      | 𐀥                           | qi *21                      | 𐀦                           | qo *32                      |                             |                             |
| r-                          | 𐀨                           | ra *60                      | 𐀩                           | re *27                      | 𐀪                           | ri *53                      | 𐀫                           | ro *02                      | 𐀬                           | ru *26                      |
| s-                          | 𐀭                           | sa *31                      | 𐀮                           | se *09                      | 𐀯                           | si *41                      | 𐀰                           | so *12                      | 𐀱                           | su *58                      |
| t-                          | 𐀲                           | ta *59                      | 𐀳                           | te *04                      | 𐀴                           | ti *37                      | 𐀵                           | to *05                      | 𐀶                           | tu *69                      |
| w-                          | 𐀷                           | wa *54                      | 𐀸                           | we *75                      | 𐀹                           | wi *40                      | 𐀺                           | wo *42                      |                             |                             |
| z-                          | 𐀼                           | za *17                      | 𐀽                           | ze *74                      |                             |                             | 𐀿                           | zo *20                      |                             |                             |

## Použití
Lineární písmo B bylo používáno pouze pro byrokracii a inventarizaci. Zajímavé je, že na objevených tabulkách (necelých šest tisíc) pracovalo pravděpodobně jen málo písařů, a to 45 v Pylu (západní pobřeží Peloponéského poloostrova, v jižním Řecku) a 66 v Knóssu (na Krétě). Někteří historici z tohoto faktu usuzují, že písmo bylo užíváno nějakým druhem spolku profesionálních písařů, kteří sloužili centrálním palácům. Když byly paláce zničeny, písmo zaniklo.